# Синдром ламкої X-хромосоми
Синдром ламкої X-хромосоми (англ. Fragile X syndrome, FXS) — це генетичний розлад, що характеризується розумовою недостатністю легкого та помірного ступеня. Середній IQ у чоловіків з цим синдромом становить менше 55, тоді як приблизно дві третини хворих жінок є інтелектуально відсталими. Фізичні риси можуть включати довге і вузьке обличчя, великі вуха, гнучкі пальці та великі яєчка. Близько третини хворих мають ознаки аутизму, такі як проблеми з соціальними взаємодіями та затримка мовлення. Гіперактивність є поширеним явищем, і судоми трапляються приблизно у 10%. Чоловіки зазвичай страждають більше, ніж жінки.
Синдром ламкої Х-хромосоми є найпоширенішою спадковок формою інтелектуальної недостатності і за частотою поширеності поступається лише синдрому Дауна. Ген ламкої Х-хромосоми містить нестабільний сегмент, який розширюється при передачі з покоління в покоління і по-різному впливає на дітей залежно від того, передається він по лінії батька чи матері (імпринтинг). Вроджені помилки метаболізму становлять невеликий відсоток випадків; прикладами є хвороба Тея-Сакса та нелікована фенілкетонурія.